# Мізпа (Міннесота)
Мізпа (англ. Mizpah) — місто (англ. city) в США, в окрузі Кучичинг штату Міннесота. Населення — 58 осіб (2020).

## Географія
Мізпа розташована за координатами 47°55′15″ пн. ш. 94°12′48″ зх. д. / 47.92083° пн. ш. 94.21333° зх. д. (47.920858, -94.213213).  За даними Бюро перепису населення США в 2010 році місто мало площу 7,85 км², уся площа — суходіл.

## Демографія
Згідно з переписом 2010 року, у місті мешкало 56 осіб у 28 домогосподарствах у складі 15 родин. Густота населення становила 7 осіб/км².  Було 45 помешкань (6/км²).
Расовий склад населення:
| - 98,2 % — білих - 1,8 % — азіатів |

До двох чи більше рас належало 0,0 %. Частка іспаномовних становила 0,0 % від усіх жителів.
За віковим діапазоном населення розподілялося таким чином: 23,2 % — особи молодші 18 років, 53,6 % — особи у віці 18—64 років, 23,2 % — особи у віці 65 років та старші. Медіана віку мешканця становила 39,5 року. На 100 осіб жіночої статі у місті припадало 115,4 чоловіків;  на 100 жінок у віці від 18 років та старших — 95,5 чоловіків також старших 18 років.
Середній дохід на одне домашнє господарство  становив 31 405 доларів США (медіана — 21 458), а середній дохід на одну сім'ю — 33 593 долари (медіана — 23 750). За межею бідності перебувало 23,6 % осіб, у тому числі 69,2 % дітей у віці до 18 років та 26,3 % осіб у віці 65 років та старших.
Цивільне працевлаштоване населення становило 54 особи. Основні галузі зайнятості: сільське господарство, лісництво, риболовля — 22,2 %, виробництво — 18,5 %, освіта, охорона здоров'я та соціальна допомога — 18,5 %.